# كريم عامر (مخرج مصري)
كريم عامر (مواليد 1984) هو منتج ومخرج سينمائي مصري أمريكي. عمل جنبًا إلى جنب مع جيهان نجيم في فيلم الميدان (2013 م) و فيلم الاختراق الكبير (2019 م) ،  الذي حصل على ترشيحه لجائزة الأوسكار.

## الترشيحات
- 2013: جائزة الأوسكار لأفضل فيلم وثائقي ، الدورة 86 لجوائز الأوسكار ، عن فيلم الميدان (مشتركة مع نجيم) [2]

## روابط خارجية
- karim_amer33 على تويتر.
- كريم عامر في قاعدة بيانات الأفلام على الإنترنت